# Alexander Jazewitsch
Alexander Jazewitsch (russisch Александр Яцевич, engl. Transkription Aleksandr Yatsevich; * 8. September 1956) ist ein ehemaliger russischer Hürdenläufer, der sich auf die 400-Meter-Distanz spezialisiert hatte und für die Sowjetunion startete.
Bei den Leichtathletik-Europameisterschaften 1982 in Athen gewann er Silber mit seiner persönlichen Bestzeit von 48,60 s, und bei den Leichtathletik-Weltmeisterschaften 1983 in Helsinki schied er im Vorlauf aus.
1982 wurde er Sowjetischer Meister. 